# Acces

Forten sluiten het acces 1 af, dat uit hoog terrein 2 bestaat. Rondom de stad 3, bevindt zich laag terrein, tevens inundatiegebied 4, en het natuurlijk acces 5

Een acces (Frans: accès, toegang), een vakterm uit de vestingbouw, is een toegang die door een gebied voert, die voor de verdediging onder water kan worden gezet, kan worden geïnundeerd. In een waterlinie vormt een acces een kwetsbaar punt dat door verdedigingswerken moet worden afgesloten.
Natuurlijke accessen worden gevormd door terreinen die, doordat zij hoog liggen of anderszins, niet onder water kunnen worden gezet; kunstmatige accessen door dijken voor wegen, spoorlijnen en door kades.
In de Nieuwe Hollandse Waterlinie vormde de Houtense Vlakte, een hoger gelegen rivierstroomrug ten oosten van de stad Utrecht een omvangrijk natuurlijk acces dat door een groot aantal forten moest worden afgesloten, aanvankelijk door de vier Lunetten op de Houtense Vlakte, na 1867-1870 ook door de grote forten bij Rijnauwen en Vechten en tijdens de Eerste Wereldoorlog door een uitgebreide infanteriestelling met betonnen schuilplaatsen. Fort Spion is een voorbeeld van een werk ter afsluiting van een kunstmatig acces, de weg van Loosdrecht naar Loenen.
acces · affuit · approche · arsenaal · banket · barbacane · barbette · bastion · bastei · batterij · bedekte weg · beer · berm · blokhuis · bolwerk · borstwering · bres · buitenwerk · bunker · bonnet-traverse · caponnière · circumvallatielinie · citadel · contravallatielinie · contre-approche · contrefossé · contregarde · coupure· contrescarpe · courtine · couvre-face · cunette · damsluis · Dienst der Fortificatiën · demi-lune · dwingel · enveloppe · erkertoren · escarpe · face · faussebraye · flank · flèche · fort · fossé · glacis · gracht · halve maan · hamei · hoornwerk · inundatie ·  inundatiekanaal · inundatiesluis · Italiaans vestingstelsel · kat · kazemat · keel · kroonwerk · kruithuis · landpoort · linie · lunet · mezekouw · Nieuw Nederlands Vestingstelsel · onderwal · ontmanteling · opril · Oud-Nederlands vestingstelsel · palissade · papenmuts · plongee · polygonaal stelsel · poortgebouw · poterne · pulvertoren · ravelijn · redan · redoute · reduit · retranchement · rondeel · saillant · sas · schans · schietgat · schilderhuis · schootsveld · singel · sortie · stadsmuur · stadspoort · tamboer · terreplein · tenaille · tobruk · torenfort · traverse · valhek · verdedigingswerk · vesting · vestingstad · voorwerk · wal · walstraat · waltoren · wapenplaats · waterlinie · waterpoort · weermuur · wolfskuil · zwaluwstaart